# Paradelma orientalis
Paradelma orientalis (брігалуйський лусконіг) — вид геконоподібних ящірок родини лусконогових (Pygopodidae). Ендемік Австралії. Це єдиний представник монотипового роду Paradelma.

## Поширення і екологія
Брігалуйські лусконоги поширені в регіоні поясу Брігалу на сході Квінсленду. Вони живуть в сухих тропічних лісах і саванах, серед пісковикових пагорбів, під камінням, поваленими деревами та опалим листям і серед купин спінніфексу. Живляться соком акацій Acacia falciformis та дрібними безхребетними. Відкладають яйця, в кладці 2 яйця.